# Кубок Східної Азії з футболу 2015
Кубок Східної Азії з футболу 2015 (англ. 2015 EAFF East Asian Cup) — шостий футбольний турнір серед збірних, які представляють Східну Азію. Кубок проводиться під егідою Федерації футболу Східної Азії (ЕАФФ). Фінальний турнір проходився в 2015 ріку Китаї.

## Відбірковий турнір
Всі 10 країн-учасниць ЕАФФ були допущені до розіграшу, причому три найсильніші збірні (за рейтингом ФІФА та підсумкам минулого турніру): Японії, Китаю і Південної Кореї були допущені безпосередньо у фінальну частину розіграшу. Решта сім збірних повинні були виявити четвертого учасника фінального турніру в кваліфікаційному змаганні, розділеному на два етапи. На першому з них чотири найслабші (за рейтингом) збірні регіону змагалися один з одним в одноколовому турнірі, переможець якого проходив у другий етап. Two preliminary competitions were held during 2014.

### Перший кваліфікаційний раунд
- Всі матчі проходили на Гуамі.

| Поз | Команда                     | І | В | Н | П | ГЗ | ГП | РГ | О | Кваліфікація                              |
| --- | --------------------------- | - | - | - | - | -- | -- | -- | - | ----------------------------------------- |
| 1   | Гуам (H)                    | 3 | 2 | 1 | 0 | 7  | 0  | +7 | 7 | Вийшли до Другого кваліфікаційного раунду |
| 2   | Макао                       | 3 | 1 | 1 | 1 | 4  | 4  | 0  | 4 |                                           |
| 3   | Монголія                    | 3 | 1 | 0 | 2 | 6  | 5  | +1 | 3 |                                           |
| 4   | Північні Маріанські Острови | 3 | 1 | 0 | 2 | 2  | 10 | −8 | 3 |                                           |

| 21 липня 2014 15:00 UTC+10 |

| Монголія                                                                                    | 4–0      | Північні Маріанські Острови |
| ------------------------------------------------------------------------------------------- | -------- | --------------------------- |
| Мунк-Ердене Тугулдур 20' Сойол-Ердене Гал-Ердене ?' Мурун Алтанхюйаг ?' Білегтій Дашніам ?' | Протокол |                             |

| Національний тренувальний центр, Дедедо Арбітр: Юмпей Іїда (Японія) |

| 21 липня 2014 17:30 UTC+10 |

| Гуам | 0–0      | Макао |
| ---- | -------- | ----- |
|      | Протокол |       |

| Національний тренувальний центр, Дедедо Арбітр: Као Юн Фан (Тайвань) |

| 23 липня 2014 15:00 UTC+10 |

| Північні Маріанські Острови  | 2–1      | Макао          |
| ---------------------------- | -------- | -------------- |
| Нік Свейм 38' Кірк Шулер 65' | Протокол | Пан Чі Хан 17' |

| Національний тренувальний центр, Дедедо Арбітр: Кім Хі Гон (Південна Корея) |

| 23 липня 2014 17:30 UTC+10 |

| Гуам              | 2–0      | Монголія |
| ----------------- | -------- | -------- |
| Раян Гай 16', 75' | Протокол |          |

| Національний тренувальний центр, Дедедо Арбітр: Нг Кай Лам (Гонконг) |

| 25 липня 2014 15:00 UTC+10 |

| Макао                                   | 3–2      | Монголія                                     |
| --------------------------------------- | -------- | -------------------------------------------- |
| Лам Ка Сен ?' Чан Ман ?' Тан Хоу Фай ?' | Протокол | Доноровин Лүмбенгарав ?' Алтансук Тсолмон ?' |

| Національний тренувальний центр, Дедедо Арбітр: Као Юн Фан (Тайвань) |

| 25 липня 2014 17:30 UTC+10 |

| Гуам                                                        | 5–0      | Північні Маріанські Острови |
| ----------------------------------------------------------- | -------- | --------------------------- |
| Джон Маткін 32' Раян Гай Маркус Лопес Шон Нікло 69' Маріано | Протокол |                             |

| Національний тренувальний центр, Дедедо Арбітр: Юмпей Іїда (Японія) |

#### Нагороди
| Найкращий бомбардир | Найцінніший гравець |
| ------------------- | ------------------- |
| Раян Гай            | Раян Гай            |

### Другий кваліфікаційний раунд
- Всі матчі проходили з 13 по 19 листопада 2014 року на Тайвані

| Поз | Команда               | І | В | Н | П | ГЗ | ГП | РГ | О | Кваліфікація                |
| --- | --------------------- | - | - | - | - | -- | -- | -- | - | --------------------------- |
| 1   | Північна Корея        | 3 | 2 | 1 | 0 | 7  | 2  | +5 | 7 | Вийшли до Фінального раунду |
| 2   | Гонконг               | 3 | 1 | 1 | 1 | 2  | 2  | 0  | 4 |                             |
| 3   | Гуам                  | 3 | 1 | 1 | 1 | 3  | 6  | −3 | 4 |                             |
| 4   | Китайський Тайбей (H) | 3 | 0 | 1 | 2 | 1  | 3  | −2 | 1 |                             |

| 13 листопада 2014 16:00 UTC+8 |

| Північна Корея                    | 2–1      | Гонконг          |
| --------------------------------- | -------- | ---------------- |
| Рі Чол Мьонг 59' О Хьок Чхоль 80' | Протокол | Джеймс Маккі 83' |

| Муніципальний стадіон, Тайбей Глядачів: 800 Арбітр: Хіроюкі Кімура (Японія) |

| 13 листопада 2014 19:00 UTC+8 |

| Китайський Тайбей | 1–2      | Гуам                                        |
| ----------------- | -------- | ------------------------------------------- |
| Чен Гао Вей 56'   | Протокол | Джейсон Канліфф 14' (пен.) Шейн Малколм 42' |

| Муніципальний стадіон, Тайбей Глядачів: 2,405 Арбітр: Кім Де Йон (Південна Корея) |

| 16 листопада 2014 16:00 UTC+8 |

| Гуам                | 1–5      | Північна Корея                                             |
| ------------------- | -------- | ---------------------------------------------------------- |
| Джейсон Канліфф 61' | Протокол | Чон Іль Кван 14', 72' Лі Сан Чхоль 85', 89' Кі Сон Хек 90' |

| Муніципальний стадіон, Тайбей Глядачів: 657 Арбітр: Тан Хай (Китай) |

| 16 листопада 2014 19:00 UTC+8 |

| Китайський Тайбей | 0–1      | Гонконг               |
| ----------------- | -------- | --------------------- |
|                   | Протокол | Лам Ка Вай 54' (пен.) |

| Муніципальний стадіон, Тайбей Глядачів: 8,860 Арбітр: Кім Сон Хо (КНДР) |

| 19 листопада 2014 16:00 UTC+8 |

| Гонконг | 0–0      | Гуам |
| ------- | -------- | ---- |
|         | Протокол |      |

| Муніципальний стадіон, Тайбей Глядачів: 167 Арбітр: Кім Де Йон (Південна Корея) |

| 19 листопада 2014 19:00 UTC+8 |

| Китайський Тайбей | 0–0      | Північна Корея |
| ----------------- | -------- | -------------- |
|                   | Протокол |                |

| Муніципальний стадіон, Тайбей Глядачів: 5,807 Арбітр: Хіроюкі Кімура (Японія) |

#### Нагороди
| Найкращий бомбардир                       | Найцінніший гравець |
| ----------------------------------------- | ------------------- |
| Джейсон Канліфф Чон Іль Кван Лі Сан Чхоль | Чон Іль Кван        |

## Фінальний турнір
Фінальний турнір проходив в Китаї з 2 по 9 серпня 2015 року.
| Поз | Команда            | І | В | Н | П | ГЗ | ГП | РГ | О |
| --- | ------------------ | - | - | - | - | -- | -- | -- | - |
| 1   | Південна Корея (C) | 3 | 1 | 2 | 0 | 3  | 1  | +2 | 5 |
| 2   | КНР (H)            | 3 | 1 | 1 | 1 | 3  | 3  | 0  | 4 |
| 3   | Північна Корея     | 3 | 1 | 1 | 1 | 2  | 3  | −1 | 4 |
| 4   | Японія             | 3 | 0 | 2 | 1 | 3  | 4  | −1 | 2 |

| 2 серпня 2015 18:20 UTC+8 |

| Північна Корея                     | 2–1      | Японія      |
| ---------------------------------- | -------- | ----------- |
| Ли Хьок Чхоль 78' Пак Хьон Іль 88' | Протокол | Юкі Муто 3' |

| Міський спортивний центр, Ухань Арбітр: Аліреза Фагані ( Іран) |

| 2 серпня 2015 21:00 UTC+8 |

| КНР | 0–2      | Південна Корея                |
| --- | -------- | ----------------------------- |
|     | Протокол | Кім Син Дэ 45' Лі Джон Хо 57' |

| Міський спортивний центр, Ухань Арбітр: Фахад аль-Мірдасі ( Саудівська Аравія) |

| 5 серпня 2015 18:20 UTC+8 |

| Японія             | 1–1      | Південна Корея         |
| ------------------ | -------- | ---------------------- |
| Хотару Ямагуті 39' | Протокол | Чан Хьон Су 26' (пен.) |

| Міський спортивний центр, Ухань Арбітр: Мухаммад Такі Альджафарі ( Сінгапур) |

| 5 серпня 2015 21:00 UTC+8 |

| КНР                              | 2–0      | Північна Корея |
| -------------------------------- | -------- | -------------- |
| Юй Дабао 36' Ван Юнпо 51' (пен.) | Протокол |                |

| Міський спортивний центр, Ухань Арбітр: Мохд Амірул Ізван ( Малайзія) |

| 9 серпня 2015 17:10 UTC+8 |

| Південна Корея | 0–0      | Північна Корея |
| -------------- | -------- | -------------- |
|                | Протокол |                |

| Міський спортивний центр, Ухань Арбітр: Аліреза Фагані ( Іран) |

| 9 серпня 2015 20:10 UTC+8 |

| КНР        | 1–1      | Японія       |
| ---------- | -------- | ------------ |
| Ву Лей 10' | Протокол | Юкі Муто 41' |

| Міський спортивний центр, Ухань Арбітр: Фахад аль-Мірдасі ( Саудівська Аравія) |

### Нагороди
| Найкращий воротар | Найкращий захисник | Найкращий Бомбардир | Найцінніший гравець |
| ----------------- | ------------------ | ------------------- | ------------------- |
| Рі Мьон Гук       | Кім Йон Гвон       | Юкі Муто            | Чан Хьон Су         |

### Бомбардири
2 goal
- Юкі Муто

1 goal
- 9 гравців

## Загальний залік
| Поз | Команда                     | І | В | Н | П | ГЗ | ГП | РГ | О  | Final result                                |
| --- | --------------------------- | - | - | - | - | -- | -- | -- | -- | ------------------------------------------- |
| 1   | Південна Корея              | 3 | 1 | 2 | 0 | 3  | 1  | +2 | 5  | Чемпіон                                     |
| 2   | КНР                         | 3 | 1 | 1 | 1 | 3  | 3  | 0  | 4  | Віце-чемпіон                                |
| 3   | Північна Корея              | 6 | 3 | 2 | 1 | 9  | 5  | +4 | 11 | Третє місце                                 |
| 4   | Японія                      | 3 | 0 | 2 | 1 | 3  | 4  | −1 | 2  |                                             |
|     |                             |   |   |   |   |    |    |    |    |                                             |
| 5   | Гонконг                     | 3 | 1 | 1 | 1 | 2  | 2  | 0  | 4  | Вилетіли на Другому кваліфікаційному раунді |
| 6   | Гуам                        | 6 | 3 | 2 | 1 | 10 | 6  | +4 | 11 | Вилетіли на Другому кваліфікаційному раунді |
| 7   | Китайський Тайбей           | 3 | 0 | 1 | 2 | 1  | 3  | −2 | 1  | Вилетіли на Другому кваліфікаційному раунді |
|     |                             |   |   |   |   |    |    |    |    |                                             |
| 8   | Макао                       | 3 | 1 | 1 | 1 | 4  | 4  | 0  | 4  | Вилетіли на Першому кваліфікаційному раунді |
| 9   | Монголія                    | 3 | 1 | 0 | 2 | 6  | 5  | +1 | 3  | Вилетіли на Першому кваліфікаційному раунді |
| 10  | Північні Маріанські Острови | 3 | 1 | 0 | 2 | 2  | 10 | −8 | 3  | Вилетіли на Першому кваліфікаційному раунді |

## References
1. ↑  张剑将接任东亚足联轮值主席 中国将举办2015东亚杯 [Архівовано 17 серпня 2016 у Wayback Machine.] (кит.)
2. ↑  2015东亚杯无意外武汉举办 日本支持中国申世界杯 [Архівовано 4 вересня 2014 у Wayback Machine.] (кит.)